# Carvalhoisca
Carvalhoisca is een geslacht van wantsen uit de familie van de Miridae (Blindwantsen). Het geslacht werd voor het eerst wetenschappelijk beschreven door Schaffner & Ferreira in 1995.

## Soorten
Het genus bevat de volgende soorten:

- Carvalhoisca jacquiniae Schaffner & Ferreira, 1995
- Carvalhoisca michoacanus Schaffner & Ferreira, 1995